# Томинское сельское поселение
То́минское се́льское поселе́ние — муниципальное образование в Сосновском районе Челябинской области Российской Федерации. В рамках административно-территориального устройства муниципальное образование  соответствует административно-территориальной единице Томинский сельсовет.
Административный центр — посёлок Томинский.

## История
Статус и границы сельского поселения установлены Законом Челябинской области от 9 июля 2004 года № 246-ЗО «О статусе и границах Сосновского муниципального района и сельских поселений в его составе».
В 2014 году получил официальный статус населённого пункта посёлок Полина, тогда же он был включён в состав Томинского сельского поселения.

## Население
| 2002  | 2010  | 2011  | 2012  | 2013  | 2014  | 2015  |
| ----- | ----- | ----- | ----- | ----- | ----- | ----- |
| 1791  | ↘1709 | ↗1712 | ↗1716 | ↘1694 | ↗1704 | ↗1737 |
| 2016  | 2017  | 2018  | 2019  | 2020  | 2021  |       |
| ↘1733 | ↗1735 | ↘1706 | ↘1626 | ↘1602 | ↘1330 |       |

## Экономика
На территории поселения строится Томинский ГОК по добыче меди.

## Состав сельского поселения
| № | Населённый пункт | Тип населённого пункта          | Население |
| - | ---------------- | ------------------------------- | --------- |
| 1 | Мичурино         | деревня                         | ↘287      |
| 2 | Полина           | посёлок                         |           |
| 3 | Томино           | посёлок                         | ↘84       |
| 4 | Томинский        | посёлок, административный центр | ↘1217     |

###### Упразднены
Томино (2023)